# Анамнеза (літургія)
Ана́мнеза (грец. αναμνησις — «спомин») — це частина анафори. Згідно з дорученням Христа: «Робіть це на Мій спомин», священник після освячення Святих Дарів у короткій молитві пригадує все, що здійснив Христос для спасіння людей: «Тому то й ми, споминаючи оцю спасенну заповідь і все, що ради нас сталося: хрест, гріб, тридневне воскресіння, на небеса вознесіння, праворуч сидіння, другий і славний прихід…». Так церква увічнює ці таїнства й уприсутнює їх на кожній Службі Божій.